# Клосон, Грейс
Грейс Кло́сон (урождённая Тейлор) (англ. Grace Clawson; 15 ноября 1887 — 28 мая 2002) — англо-американская долгожительница. Старейший житель Земли с 18 марта по 28 мая 2002 года. До 4 декабря 2022 года входила в топ 100 старейших людей в мировой истории. Её возраст составлял 114 лет 194 дня.

## Биография
Грейс родилась в Лондоне, Англия, но её семья переехала в Монреаль, Квебек, Канада с её единственной сестрой. После того, как её родители развелись, когда она была подростком, она жила с приёмными родителями, пока не вышла замуж за Рэя Клосона в 1917 году. У неё было две дочери, Виола и Глэдис, и она стала вдовой в 1950 году. До выхода на пенсию работала вышивальщицей и офисным работником.
В возрасте 95 лет, в 1982 году, г-жа Клосон переехала в американский штат Флорида, чтобы жить со своей младшей дочерью Глэдис, проживая там в течение многих лет, прежде чем отправиться жить в дом престарелых. Она оставалась в ясной памяти до самого последнего дня своей жизни, наслаждаясь разговорами с семьей и друзьями. Грейс Клосон умерла 28 мая 2002 года в возрасте 114 лет и 194 дней. У неё остались две дочери, Виола и Глэдис (в возрасте 83 и 79 лет), 5 внуков, 14 правнуков и 11 праправнуков.

## Статус старейшего жителя Земли
После смерти Мод Фэррис-Луз Клосон не была признана самым старым человеком в мире, потому что она была посмертно верифицирована Группой геронтологических исследований, и потому что была жива Камато Хонго, которая считалась на два месяца старше Грейс до 2012 года, когда GRG отозвала свою верификацию.

## Год рождения
Грейс всю жизнь думала, что родилась в 1889 году, пока её семья не нашла её свидетельство о рождении в Соединённом Королевстве и не обнаружила, что Клосон на самом деле была на два года старше, чем она думала. Прежде чем узнать этот факт, Клосон отпраздновала свой 100-й день рождения в 1989 году, когда на самом деле ей исполнилось 102 года.